# 진천 대모산성
진천 대모산성(鎭川 大母山城)은 충청북도 진천군 진천읍에 있는 산성이다. 1990년 12월 14일 대한민국의 충청북도의 기념물 제83호로 지정되었다. 지정당시 지정 및 보호구역이 일곽으로만 지정됨에 따라 당해 문화재 보호관리상 보호구역 지정이 시급하여 2005년 5월 27일 보호구역을 지정하였다.

## 개요
할미성이라고도 불리는 충청북도 진천군 진천읍의 대모산성은 『삼국사기』 전투기사에 보이는 모산성(母山城)으로 추정되고 있다.
남쪽으로 넓은 평야를 끼고 낮은 구릉지 위에 쌓은 포곡식 산성으로 내·외성과 자성(子城)을 갖춘 특이한 형식이다.
성의 총길이는 1,260m에 이르고 있으며 남쪽과 북쪽에 문터로 짐작되는 자리가 있다. 내성의 벽은 자연지형을 충분히 이용하여 흙을 층층이 다져서 쌓았고, 외성의 벽은 아래 기초부분에 자갈돌을 넣고 점토가 많이 섞인 흙을 채웠다. 성의 외부는 경사가 급한 지형을 이루고 있으나 안쪽은 비교적 경사가 완만하다.
성안에서는 선사시대 이래의 석기와 토기 조각들이 발견되었으며, 성의 바깥에서는 최근에 백제 초기의 저장구덩이와 더욱 오래된 시기의 무덤자리, 신라의 돌방무덤이 조사되었다.
이 성은 고려시대 초기에 진천지역 호족인 임희(林曦)에 의하여 대대적으로 개축되어 오늘에 이르고 있으며, 고대사회의 행정구역과 산성연구에 중요한 자료가 되고 있다.

## 참고 자료
- 진천 대모산성 - 국가유산청 국가유산포털